# Sârbi (Bacău)
Sârbi ist ein Dorf im Osten Rumäniens im Kreis Bacău. Es liegt auf einer Höhe von etwa 310 Metern über dem Meeresspiegel in der rumänischen Region Moldau. Haupteinnahmequellen des Dorfes sind die Land- und Forstwirtschaft. Der Name des Dorfes Sârbi ist bedeutungsgleich mit der rumänischen Bezeichnung für die Serben.